# Paraguayo

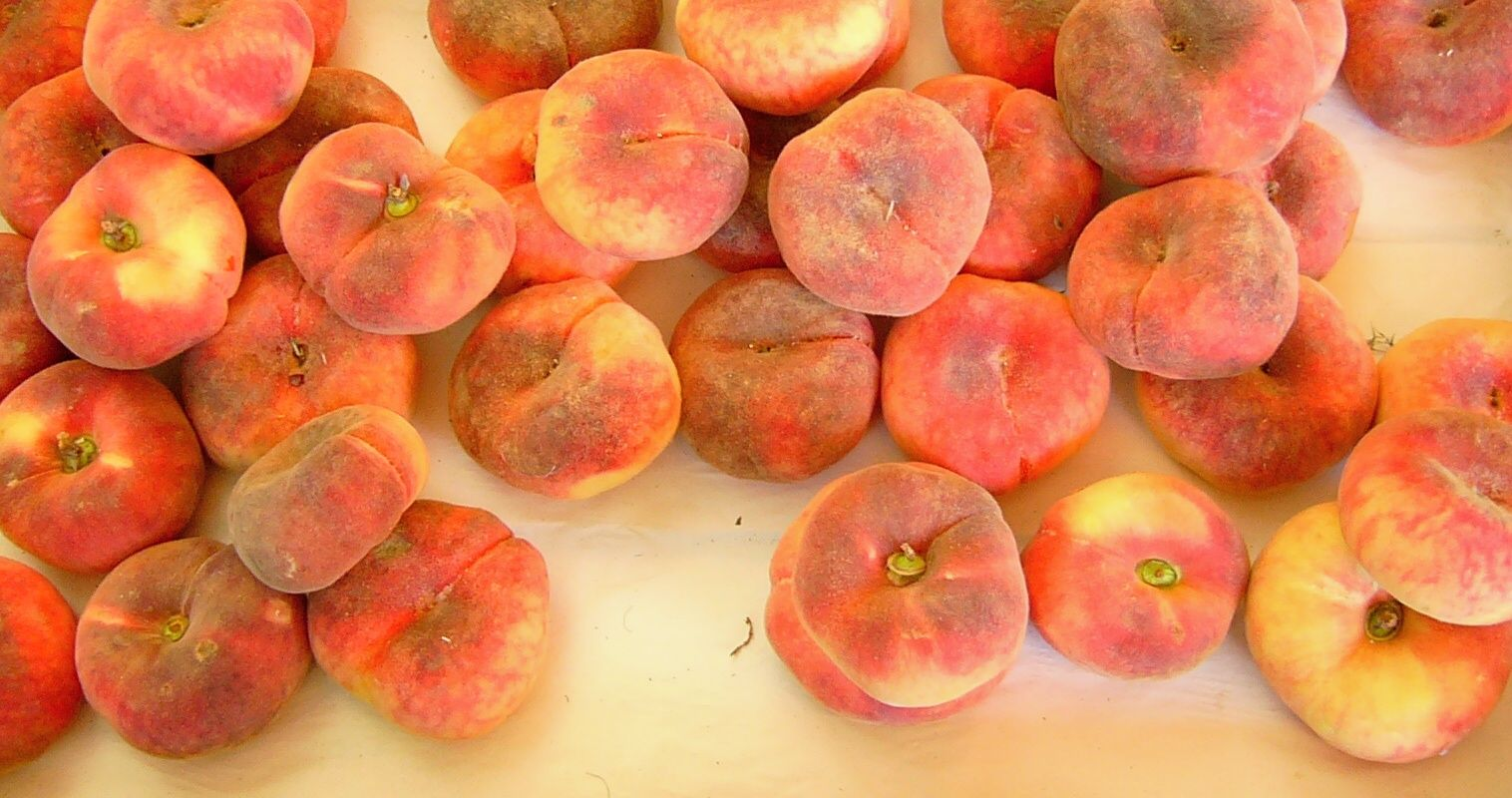
Paraguayo

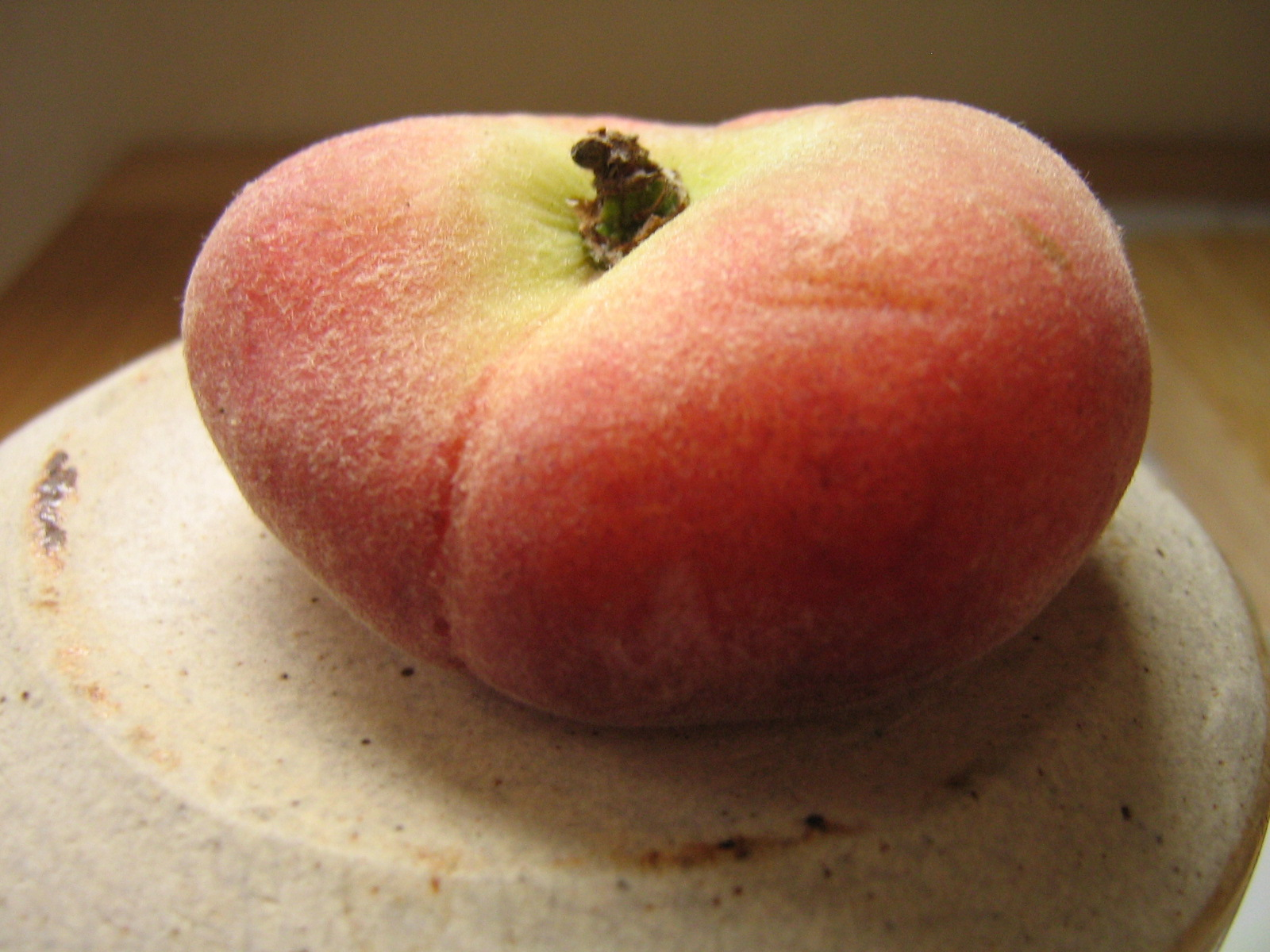
Paraguayo

Paraguayo (Prunus persica var. platycarpa) är en varietet av persika. Paraguayo har gult och rött skal, och vanligen vitt eller gult fruktkött. Den skiljer sig från andra sorter av persika genom att vara plattare och närmast "munk-formad", ha mindre luddigt skal och fastare fruktkött som släpper mindre saft ifrån sig. Denna persikosort odlades i Kina på 1800-talet, infördes 1869 till USA utan att då bli särskilt populär och odlas idag bland annat i Spanien.
Paraguayo säljs ibland i handeln under namn som "vildpersika", "UFO"-persika och "donutpersika".